# ぷよぷよシリーズ
『ぷよぷよシリーズ』（Puyo Puyo series）は、コンパイルおよびセガが開発・発売した落ち物パズルゲームの総称。
本シリーズはコンパイルが開発したRPG『魔導物語』で登場したキャラクターを利用した作品として開始、1991年10月25日に1作目『ぷよぷよ』が発売された。操作対象となるモンスター「ぷよぷよ」（ぷよ）や、多くの作品で主人公を務める少女「アルル・ナジャ」をはじめとするキャラクター群は魔導物語を初出とする。
2002年に開発元のコンパイルが解散して以降、同社がリリースした作品のキャラクターのうち、2022年時点では『ぷよぷよ』シリーズの新作の開発や「旧ぷよ」を除く旧作の移植・リメイクなどはセガ、それ以外のキャラクターはD4エンタープライズに権利がある。このため『魔導物語』とコンパイルがリリースした時代の『ぷよぷよ』シリーズ作品は同一の世界観で作られているが、両方に登場したキャラクターと『魔導物語』のみにしか登場していないキャラクターとでは権利者が異なる状況になっている。

## 歴史
| 1991 | 旧世代ぷよぷよ                       |
| 1992 | ぷよぷよ                             |
| 1993 |                                      |
| 1994 | ぷよぷよ通                           |
| 1995 |                                      |
| 1996 | ぷよぷよSUN                          |
| 1997 |                                      |
| 1998 |                                      |
| 1999 | ぷよぷよ〜ん                         |
| 2000 | ぷよぷよBOX                          |
| 2001 | みんなでぷよぷよ                     |
| 2002 |                                      |
| 2003 | ぷよぷよフィーバー                   |
| 2004 |                                      |
| 2005 | ぷよぷよフィーバー2                  |
| 2006 | ぷよぷよ! Puyopuyo 15th anniversary  |
| 2007 |                                      |
| 2008 |                                      |
| 2009 | ぷよぷよ7                            |
| 2010 |                                      |
| 2011 | ぷよぷよ!! Puyopuyo 20th anniversary |
| 2012 |                                      |
| 2013 |                                      |
| 2014 | ぷよぷよテトリス                     |
| 2015 |                                      |
| 2016 | ぷよぷよクロニクル                   |
| 2017 |                                      |
| 2018 | ぷよぷよeスポーツ                    |
| 2019 |                                      |
| 2020 | ぷよぷよテトリス2                    |
| 2021 |                                      |
| 2022 |                                      |
| 2023 |                                      |
| 2024 | ぷよぷよパズルポップ                 |

この節では初代ぷよぷよがアーケード版としてリリースされて以降を中心とした、シリーズを取り巻く状況の歴史およびコンパイルからセガにリリース元が移った凡その経緯を中心に解説する。

### 発売
初代ぷよぷよリリース前のコンパイルは『魔導物語』や『アレスタ』などの佳作を作ることでゲームファンには知られていたが、企業としては小規模な地方のソフトメーカー（ソフトハウス）であった。「旧ぷよ」もヒットには至ってない状況の中、初代アーケード版が稼働されたが、そのリリースには、ゲームライター手塚一郎らが雑誌『マイコンBASICマガジン』（ベーマガ）誌面において「旧ぷよ」を熱心に読者へアピールした（半ば無償の宣伝じみた）記事の叙述が貢献したと言われる。その後ベーマガでは、ぷよぷよに関するさまざまな記事が書かれ、それをまとめたムックも発売。後述する「ぷよぷよブーム」の一助を担った。

### 反響
初代ぷよぷよがアーケードゲームとしてリリースされ、対戦型格闘ゲームにより一般化していた「対戦プレイ」の要素を落ち物パズルに持ち込んだ結果、CPUの操るキャラクターや他のプレイヤーと戦う「対戦」という概念がテレビゲーム全体において大きくクローズアップ。ゲームセンターなどでは対人戦が盛り上がった。また本作では、可愛らしいキャラクターたちが受け、女性プレイヤーも多かった。また、シニア（50代から60代）層も本作を遊んだ。
これらの要因を背景とし、『ぷよぷよ』は老若男女から支持され、『テトリス』と並ぶ落ち物パズルゲームの代名詞となりヒット、同時期にリリースされたメガドライブ版の販売増進にも貢献する一方で、メガドライブ以外の家庭用ゲーム機をはじめとした、数多くのデジタルデバイスに移植された。また、コンパイル主催の大会が「渋谷ジャック」をはじめ全国各地で開催され、参加者は「ぷよら〜」、その優勝者は「ぷよマスター」「ぷよキング」と呼ばれた。大会は好評で、コンパイルも拡大を促進するべく全日本ぷよ協会を発足、全日本ぷよマスターズ大会を開催した。

### 続編の登場
初代『ぷよぷよ』の対戦は、究極的にはいかに早く岩ぷよ2個（おじゃまぷよ60個相当）を送り込むかの問題に収束したため、5連鎖や4連鎖ダブル（4連鎖目に2色同時消し）、3連鎖トリプル（3連鎖目に3色同時消し）を素早く作る技術が問われた。土壇場での「回し勝負」などによる逆転要素はあったものの、基本的には「先に必要な分を送り込んだ方が有利」で、試合展開はスピーディーだが、戦略的には単調になりがちだった。
2作目『ぷよぷよ通』では、前作の問題点を打開すべく乱入対戦および相殺システムが導入され、相手からのおじゃまぷよをこちらの連鎖で相殺できるようになった。このため、前作とは逆に「後から一段階上の連鎖を仕掛けた方が有利」になり戦略に幅が生まれたことで、好評となり前作と同様にさまざまな機種に移植された。その一方で、上級者の間では、逆に相殺を回避するために一撃必殺を狙い「巨大連鎖」と呼ばれる10〜13連鎖以上の仕掛けを作る集中力が要求され、一層マニアックなものになっていった。
この問題は3作目『ぷよぷよSUN』に持ち越されたが、企画者が交代して開発したうえ追加した「太陽ぷよ」システムは、作りかけの大連鎖へのつぶし効果はあったものの、根本的な解決にはなっていなかった。それにより、公式大会では『ぷよぷよ通』が使用され続けた。

### コンパイルの経営破綻
こうしてコンパイル創業者であり当時の社長であった仁井谷正充は本シリーズのヒットを背景に倍々ゲームを超える勢いで経営拡大を繰り広げ、1990年代の一時期において広島を代表するソフトハウスに躍進した。その人気はゲームだけに留まらず、ぷよけっとぱーてぃーなどのゲームファンによる二次創作活動へ発展していったほか、漫画などの派生作品やグッズも多数発売された。
しかしシリーズのヒットによって急激に事業規模を拡大させた一方で本シリーズに並ぶヒット作が生まれなかった結果、資金繰りに窮するようになり、1998年3月、コンパイルは約75億円の負債を抱えて和議申請をした。和議申請に際して債務圧縮・経営再建の必要に迫られた仁井谷は、セガに支援を要請したところ「仲間なので支えます」と首脳陣から回答があり、『ぷよぷよ』シリーズの大半の知的財産権を買い戻し可能という条件付きで譲渡し10億円が得られたが、社員へのボーナス支払いなどでほとんどが消えた。
以後コンパイルはセガからの権利許諾の上、本シリーズを継続販売することになり、『ぷよぷよ〜ん』『ぷよぷよBOX』などが発売された。また「ぷよぷよ〜ん」の発売と前後して、セガなどの他メーカーは過去のシリーズの移植作をリリースした。

### 21世紀のシリーズ展開

#### 2000年代
2001年4月には既存素材の流用ではあるがセガが独自にリリースしたiモード版『ぷよぷよ』の配信が開始、同年10月にはコンパイルが完全に関与しない初のシリーズ作品として当時セガの開発分社として存在していたソニックチームが主導、他社開発の元『ぷよぷよ通』システムのリファインバージョン『みんなでぷよぷよ』が発売された。この作品を含め、ソニックチームが関わった作品ではゲーム内クレジットに"SONIC TEAM"ロゴとソニック・ザ・ヘッジホッグが描かれている。また、この頃セガは他にも携帯電話用アプリなどへ旧作の移植を行っていた。
一方コンパイルは、ぷよぷよシリーズの知的財産権を使用できる契約が2002年8月に期限を迎え、ぷよぷよシリーズからの撤退、2003年11月6日、約54億円の負債を残して自己破産した。
その後、2003年秋にはシステム・キャラクターデザイン共に大幅なリニューアルを行い開発も完全にセガで行った新作『ぷよぷよフィーバー』を発表、同年冬にはアーケード版の稼動が開始。その後、当時の現役世代家庭用ゲーム機であるPlayStation 2、ドリームキャスト、ニンテンドー ゲームキューブ、Xbox版が発売された。本作プロモーションの一環として、セガは毎月24日を「ぷよの日（2をぷ、4をよ）」と定め、CMキャラクターに当時の人気アイドル・松浦亜弥を起用して各メディアで積極的にアピールを行った。この結果、かつての“大ブーム”にこそ至らなかったが、『ぷよぷよSUN』『ぷよぷよ〜ん』の2作品の売り上げは上回った。
2005年11月24日には続編となる『ぷよぷよフィーバー2【チュー!】』が発売、宣伝にタレント起用を見送るなど、前作よりは控えめであったが売り上げは初週販売9000本、累計販売4.1万本（2006年7月2日現在のニンテンドーDS版のみの売上。ニンテンドードリーム調べ）と決して悪い数字ではなく、定番パズルゲームとしての地位と知名度は堅調であることを示した。この作品以降、コンパイル時代にリリースされたシリーズ作品の世界とのつながりを緩く持つ世界観・ストーリーが見受けられるようになった。使うとフィールドの両端にぷよが積まれるアイテム「ハーピー笛」など、明らかに旧作品を意識したアイテムも登場した。
2006年には「ぷよぷよ発売15周年」を迎え、セガは「“色々なこと”をやろうと思っています」と表明。同年2月には公式ウェブサイト上のアンケート実施（設問の中には旧作品に関するものが多く設けられた）、同年3月8日から12月までオンラインイベント『ぷよぷよ15周年カーニバル』が開かれ、期間限定で利用可能なWindows用ソフト『ぷよぷよフィーバー ～ぷよぷよ15周年カーニバル版～』が無料で配信された。同年9月15日には『ぷよぷよ! Puyopuyo 15th anniversary』が発表された。CMキャラクターに蛯原友里とゲームキャラクター「すけとうだら」の着ぐるみが起用され、すけとうだらは各種プロモーションイベントにも登場した。全機種あわせて30万本以上を売り上げた。
2009年7月30日には、メインシリーズ第7作『ぷよぷよ7』が発売された。現時点でナンバリング作品は、当作が最新作となっている。

#### 2010年代
2011年にはぷよぷよ発売20周年を記念して、7月14日に『ぷよぷよ!! Puyopuyo 20th anniversary』が発売された。さらに2013年4月24日には同作品をベースとしたソーシャルゲーム『ぷよぷよ!!クエスト』の配信が開始され、同年11月7日にはアーケード版も稼働を開始した。
2014年2月6日には『テトリス』とのコラボレーション作品『ぷよぷよテトリス』が発売された。同作品は当初『ぷよぷよ7』の次回作として企画されていたが、諸事情により延期となっていたものを正式な作品としてリリースしたものである。2020年12月10日には続編の『ぷよぷよテトリス2』が発売された。
2015年、ぷよぷよシリーズ発売から通算「24（ぷよ）周年」を迎える。同年および25周年を迎える翌年の2年間にかけて様々な記念イベントが展開された。同年2月7日には記念番組『ぷよきねんテレビ』がニコニコ生放送で放送（配信）された。4月1日からは『ぷよぷよ』シリーズの各種IP具体的には商標権（登録商標第2590721号ほか）・営業権を株式会社セガホールディングス（当時の社名）が保有、シリーズ作品の開発・製造・販売を「株式会社セガゲームス」（当時の社名）が担当、他社へのライセンス提供時のトラブル回避のため、ソニックシリーズを参考にしたスタイルガイドも用意された。
セガゲームスで『ぷよぷよ』シリーズの総合プロデューサーを務める細山田水紀は、コンパイルからセガに『ぷよぷよ』の版権が移行した時点において、セガ側に開発時の資料やデータがほとんど引き継がれていなかったため、最初は過去作の開発スタッフとともに新作や移植版の制作を行ったとCEDEC 2015での講演にて振り返っている。この際、細山田は、シリーズの核となる要素を「対戦型のアクションパズル」「かんたん操作」「同じ色を4つ以上つなげて消す」「連鎖の爽快感」といった言葉で定義を明文化した。これにより、シリーズを見直す良いきっかけになり、過去作の失敗を自作で改善できたと説明している。また、シリーズの世界観を守るために、性的な内容やグロデスクな内容を排除する措置が取られた。
2016年12月8日には、シリーズ25周記念作品『ぷよぷよクロニクル』が発売された。
2018年10月25日には、eスポーツを意識した派生作品『ぷよぷよeスポーツ』が発売された。翌年の2019年4月18日には同作のアーケード版が稼働を開始した。

#### 2020年代
2020年12月10日には『ぷよぷよテトリス2』が当時の現役世代ゲームマシン3機種で同時発売。以後、次世代ゲームマシンであるPlayStation 5およびXbox Series X/Sでもリリースされた。
2024年4月4日には『ぷよぷよパズルポップ』がApple Arcadeで配信された。

## ゲームシステム

### 基本的なルール
各作品によってルールの細部は異なる。ここでは基本的なルールのみを記す。一部機種や特定ルールでは下記のルールに変更が加わる場合がある。
- フィールドは基本的に縦12マス×横6マスの格子で構成される。格子の1マスにつき1個のブロック（ぷよぷよ、略してぷよ）を置くことができる。ただし、上方向は、画面外に1マス分のみぷよを置くことができる。
- 上からぷよが2つ1組で落下してくる（「組ぷよ」と呼ばれる[注 12]）。ぷよは種類ごとに色が異なり、色は3-5色（通常は4色）ある。プレイヤーはぷよに対して回転、横移動、高速落下のいずれかの操作を行う。
- 次に落下するぷよはフィールドの枠外に「NEXTぷよ（ネクストぷよ）」として予告される。
- 落下してきたぷよがフィールドの床やほかのぷよに衝突すると、その位置にぷよが固定される。ただし、組ぷよを横にして置いたりなどして、ぷよに1マス分でも下方向に空白がある場合は、強制的にそのぷよのみが落下する。
- 固定されたぷよと同色のぷよが周囲4方向にいる場合、それらは互いに繋がる。
- ぷよが4個以上繋がると消滅し得点となる。
- ぷよの消滅により上にあったぷよが落下する。このとき再びぷよが4個以上繋がると消滅し、連鎖が発生する[17]。なお、普通に4つ色を並べて消す行為だけでも1連鎖と考え、消滅した回数（○回）に応じて○連鎖と呼ばれる。複数色を同時に消した場合や同色を別箇所で消した場合でも、1連鎖扱いとなる。
- ぷよを消したときに入る得点は、消したぷよの数に、設定された「連鎖倍率」を掛けることで計算できる。
- 左から3列目が一番上まで埋まると「窒息」してゲームオーバー（近年の作品では窒息するポイントに「×」が付けられている）。但し、当該部分にぷよを置いても、そのぷよが消えるか、あるいは下のぷよが消えたことによって当該部分からぷよが動いた場合はゲームオーバーにはならない。

### 対戦ルール
ぷよぷよは基本的に人間もしくはCPUとの対戦に主眼が置かれている。
- 互いに配られるぷよは共通（アーケード版『ぷよぷよ』以降）。例外的に元祖であるMSX2版とファミコンディスク版や、CPU戦で一部のキャラクターがNEXTぷよを強制的に書き換えた場合、一部作品の『ひとりでぷよぷよ』の難易度設定や対戦モードのハンデ設定により互いのぷよの色数が異なる場合、『ぷよぷよフィーバー』以降でキャラクター毎に性能差がある場合などは一致しない。
- 対戦形式の場合、ぷよを消すと得点に比例した量の「おじゃまぷよ」と呼ばれる透明なぷよが相手のフィールドに降る[17]。画面に一度にまとめて降る最大量は30個（=5列、予告ぷよの岩ぷよに相当）。それ以上のおじゃまぷよを送りつけられている場合、2回以上に分けて降ってくる。
  - 「おじゃまぷよ」同士は4つ以上並んでも自然には消滅しない。おじゃまぷよの近くで通常の色ぷよを同色4つ以上つなげて消滅させると、その上下左右に隣接していたおじゃまぷよもつられて一緒に消える。
    - 『ぷよぷよ通』以降では、特殊なおじゃまぷよの一種として「固ぷよ」「得点ぷよ」なるものがある。固ぷよは2回以上隣接させるか、二ヶ所から囲んで消さないと完全には消えない。得点ぷよの性質は通常のおじゃまぷよと同じだが、消すことで得点となるものである。『ぷよぷよSUN』では得点ぷよに近い性質を持つ「太陽ぷよ」、『ぷよぷよ〜ん』ではさらに3ダメージ以上を与えないと消えない固ぷよや、得点ぷよにも得られる得点が異なる複数の種類が存在し、これらは数字表記で区別される。

  - 相手に送れるおじゃまぷよの個数は、連鎖による得点を「おじゃまレート」で割ることで計算できる。小数点以下の端数は次回に持ち越される。
    - 多くのタイトルでは「マージンタイム」と呼ばれる時間制限が実装されており、この制限時間を過ぎるとおじゃまレートの数値が徐々に減少していき、互いにおじゃまぷよの降る数が多くなるため、マージンタイム以降は早期に決着がつきやすくなる。

  - おじゃまぷよが降って来る前に、相手側のフィールド上部（一部機種は側面）に「予告ぷよ」が表示される（アーケード版『ぷよぷよ』以降で実装）。
    - 『魔導物語』のシステムになぞらえ、降ってくる個数はファミコン版を除いて具体的には表示されず、小ぷよは一個単位、大ぷよ（中ぷよ）が1列である6個単位、その他30個（5列）単位の岩ぷよ（隕石ぷよ）、相殺が追加された『通』以降はフィールドサイズをはるかに超えたものに星ぷよやキノコぷよ、王冠ぷよ、月ぷよ、彗星ぷよ、土星ぷよ、太陽ぷよといったものがある。なお、岩ぷよ以降に登場する上位の予告ぷよやそのおじゃまぷよ換算数はシリーズによって若干異なる（降る数についてはそれぞれのルールを参照）。
    - 予告表示後おじゃまぷよが降ってくるのは、相手の連鎖が止まり、送られた予告ぷよの数が確定した後に出現している最初のぷよが接地し、NEXT表示されているぷよが落下態勢に入る直前。

  - 『通』以降では、予告ぷよが表示されているときにこちらも連鎖をすることで、予告ぷよを「相殺（そうさい）」し、その得点分だけ予告ぷよが減少する。予告ぷよすべてを消してもこちらのおじゃまぷよが余っている場合は、その差分だけ相手に送り込むことができる。
    - 『SUN』では相殺時に「日輪相殺」が発生する、『フィーバー』ではフィーバーカウントが増加（それが7個溜まると「フィーバーモード」に突入）しその回のおじゃまぷよの落下を防ぐなど、相殺に特殊な効果が付けられている作品もある。

  - 『通』以降では、自分のぷよを全て消した（いわゆる「全消し」を成功させた）場合、「全消しボーナス」を獲得できる。ボーナスの効果は、『通』や『よ〜ん』では次回ぷよを消した際に相手のフィールドに大量のおじゃまぷよを降らせることができる、『SUN』では太陽ぷよが降ってくる、『フィーバー』では連鎖のタネが降ってくるなど、作品によって異なる。
- 通常の場合、先に左から3列目が上まで埋まった方が「窒息」して敗北となる。『通』以降では、同時に埋まった場合は引き分けとなる[注 13]。
  - 『フィーバー』では右から3列目も含めた中央2列が対象となっていたり、『よ〜ん』や『15th』などでフィールドサイズが異なるルールの場合は窒息の対象となる列が異なる場合がある（基本的に中央付近の列が対象となる）。
- 通常は、「ひとりでぷよぷよ」では1本先取、「ふたりでぷよぷよ」では2本先取で勝敗を決する。ただし、多くの機種ではオプションで対人戦の先取本数を変更可能。
- 以上に掲げたルールの他、『よ〜ん』における「特技」「ステージ」や、『ぷよぷよ7』における「だいへんしんモード」、『ぷよぷよ! 15th』『ぷよぷよ!! 20th』の各種ルールなど、各種特殊効果が盛り込まれているルールも存在する。これらの特殊効果の詳細については各項目を参照のこと。

## シリーズ一覧

### ナンバリング作品
ぷよぷよ
メインシリーズ1作目。厳密には、原型となるMSX2・FC版（旧世代）と、アーケード版以降に分けられる。詳細は各節を参照。
- 旧世代ぷよぷよ（MSX2、ファミリーコンピュータ（ディスクシステム・ロムカセット）） - 1991年10月25日発売。
- ぷよぷよ（アーケード、他複数機種） - 1992年10月にアーケード版が稼働。今作よりアルル・ナジャを主人公に据えたキャラクター要素が押し出された。

ぷよぷよ通（アーケード、他複数機種）
メインシリーズ2作目。1994年9月にアーケード版が稼働。相手から送られたおじゃまぷよを打ち消せる「相殺」システムが導入され、これが以後のシリーズの基本形となった。
ぷよぷよSUN（アーケード、他複数機種）
メインシリーズ3作目。1996年12月にアーケード版が稼働。独自要素として、連鎖に巻き込んで消すと攻撃力が上がる「太陽ぷよ」が導入された。
今作以降からぷよの表情が個性的になり、連鎖ボイスが主人公以外のキャラクターにも追加された。連鎖アニメも導入されており、演出も派手になった。また、「相殺を行うとおじゃまぷよが1ターンのあいだ保留される」ルールも後の作品に継承されている
ぷよぷよ〜ん（ドリームキャスト、他複数機種）
メインシリーズ4作目。1999年3月4日にドリームキャスト版が発売。「特技」と「ステージ」の概念が導入された。前作までとは違い、アーケードとパソコンでは発売されていない。
ぷよぷよフィーバー（アーケード、他複数機種）
メインシリーズ5作目。2003年11月26日にアーケード版が稼働。メインシリーズでは本作以降セガによる開発・発売となり、デザインが一新される。すぐに連鎖ができる「連鎖のタネ」が自動で用意されるシステム「フィーバーモード」が加わる。登場キャラクターは、従来のアルルとカーバンクル以外は一新され、同時に主人公も新キャラクターのアミティ（一部のストーリーはラフィーナ）に変更され、アルルとカーバンクルは対戦相手としての登場のみにとどまっている。
ぷよぷよフィーバー2【チュー!】（PlayStation 2、PlayStation Portable、ニンテンドーDS）
メインシリーズ6作目で、『フィーバー』の直接的な続編。2005年11月24日にPS2・PSP版が同時発売。『ストーリーモード』ならびに『天空の階段』にて自分を有利にする「アイテム」（「ぐりぷよアイス」や「ぐりぷよんぼ」など全72種）が追加された。
ぷよぷよ7（ニンテンドーDS、Wii、PlayStation Portable）
メインシリーズ7作目。2009年7月30日にニンテンドーDS版が発売。新ルール「だいへんしん」が搭載された。過去作のアルルやアミティに代わり新主人公としてあんどうりんごが登場し、物語の舞台も現代風の「地球（チキュウ）」となった。ただし、後述の記念作品『ぷよぷよ! Puyopuyo 15th anniversary』の流れを汲んで初代『ぷよぷよ』や『フィーバー』シリーズのキャラクターや世界観も引き続き登場している。

### ナンバリング以外の作品

#### コンシューマーゲーム
以下はシリーズの流れを汲む独立した作品として発売された、総集編や周年作品など。
ぷよぷよBOX（PlayStation）
2000年12月21日発売。『ぷよぷよ〜ん』までの20世紀のぷよぷよシリーズの総集編であり、コンパイル製のぷよぷよとしては最後のタイトルとなる。
みんなでぷよぷよ（ゲームボーイアドバンス）
2001年10月18日発売。ぷよぷよの権利が引き継がれた後、コンパイルではなくセガで製作された初の新作タイトル。元コンパイルのスタッフが在籍していたCARET HOUSEが開発を行っている。携帯ゲーム機用としては初のフルカラーソフトとなった。タイトル通り最大4人までの対戦が可能で、ワンカートリッジでの対戦も出来る。登場キャラクターやボイスはほとんどが『ぷよぷよSUN』からの流用だが、オリジナルの漫才デモによるストーリーとなっている。ベースとなっているルールは『ぷよぷよ通』で、BGMは同作と『なぞぷよ』シリーズのBGMのアレンジが使用されている。プレイヤーキャラクターはアルル固定で、他のキャラクターは『ふたりでぷよぷよ』と『みんなでぷよぷよ』でのみ使用可能。言語設定により英語表示に切り替えることが可能で、欧米では『Puyo Pop』のタイトルで発売された。2003年7月3日には「お買い得版」として廉価版も発売された。
- はじまりの森
  - スケルトンT / インキュバス / セリリ

- ゴールドタウン
  - キキーモラ / すけとうだら / ハーピー / ミノタウロス / のほほ

- ガチンコダンジョン
  - キキーモラ / ハーピー / ぞう大魔王 / ルルー / ドラコケンタウロス

- マジカルタワー
  - キキーモラ / すけとうだら / インキュバス / シェゾ・ウィグィィ / ウィッチ

- Gサタンキャッスル
  - ラグナス・ビシャシ / ぞう大魔王 / ミノタウロス / スケルトンT / シェゾ・ウィグィィ / ルルー / サタン

- 試練の迷宮
  - ラグナス・ビシャシ / スケルトンT / セリリ / インキュバス / のほほ / キキーモラ / すけとうだら / ハーピー / ぞう大魔王 / ドラコケンタウロス / ミノタウロス / ウィッチ / シェゾ・ウィグィィ / ルルー / サタン / カーバンクル

ジョイキャリー みんなでぷよぷよ とこぷよ限定版（ゲームボーイアドバンス)
上記『みんなでぷよぷよ』の「とことんぷよぷよ」モードのみ収録した作品。ゲームキューブ本体から通信ケーブルを使用してGBAに対してゲームをダウンロードできるジョイキャリー機能で、とことんぷよぷよに限定したバージョンが配布された。
初出は2002年7月20日から9月8日まで全国のイトーヨーカドーとジャスコで開催された「ゲームボーイアドバンス おたのしみダウンロード」による店頭無料配布。ニンテンドー ゲームキューブとゲームボーイアドバンスを接続する機能「ジョイキャリー」を使用したイベントであり、各自ゲームボーイアドバンスを持参すれば会場のゲームキューブ本体よりゲームをダウンロード可能だった。
配布方法は複数あり、店頭配布の他、後述の他タイトルの特典による配信、ゲームキューブ本体とGBAプレイヤーをセットにしたニンテンドーゲームキューブ エンジョイプラスパックに同梱されていたソフトウェアカタログ「ニンテンドーゲームキューブ ソフトeカタログ2003エンジョイプラス版」などがあった。
ぷよぷよ! Puyopuyo 15th anniversary（ニンテンドーDS、PlayStation 2、PlayStation Portable、Wii）
2006年12月14日にニンテンドーDS版が発売。ぷよぷよ15周年記念作。『フィーバー2』までの総集編にあたり、多数のルールを収録、本作より（『フィーバー』シリーズで既に登場していた）アルルとカーバンクル以外の初代『ぷよぷよ』からのキャラクターも再登場した。詳細は個別記事を参照。
ぷよぷよ!! Puyopuyo 20th anniversary （ニンテンドーDS、ニンテンドー3DS、PlayStation Portable、Wii）
2011年7月14日にニンテンドーDS版が発売。ぷよぷよ20周年記念作。『ぷよぷよ7』までの総集編にあたり、『ぷよぷよ! 15th』同様に多数のルールを収録。詳細は個別記事を参照。
ぷよぷよテトリス （ニンテンドー3DS、PlayStation Vita、Wii U、PlayStation 3、PlayStation 4、Xbox One、Nintendo Switch、Windows）
2014年2月6日に3DS・PS Vita・Wii U・PS3で4機種同時発売。『ぷよぷよ』と『テトリス』のコラボレーション作品で、2作を組み合わせひとつのゲームにしたタイトル。『テトリス』シリーズの生誕30周年記念作でもある。
後にPS4、Xbox One、Switch、Steam（Windows）でも発売され、これら後期移植ではシステムが改善されている。Switch版は『ぷよぷよテトリスS』、Steam版は『Puyo Puyo Tetris』（英語版）となっている。
ぷよぷよクロニクル（ニンテンドー3DS）
2016年12月8日発売。ぷよぷよ25周年記念作。今作ではキャラクターのグラフィックが過去作のような2Dイラストではなく3Dモデル化されている。メインモードはコンピュータRPG形式の「RPGモード」となっており、新ルール「スキルバトル」が導入されている。従来の「ひとりでぷよぷよ」と「みんなでぷよぷよ」も収録され、こちらは『ぷよぷよ! 15th』や『ぷよぷよ!! 20th』同様に多数のルールを収録している。詳細は個別記事を参照。
ぷよぷよeスポーツ（PlayStation 4、Nintendo Switch、アーケード）
2018年10月25日にPS4・Switchで2機種同時発売。当初はダウンロード限定発売だったが、2019年6月27日にパッケージ版も発売された。eスポーツを意識したダウンロード専用タイトルで、「ぷよぷよ通」「ぷよぷよフィーバー」のルールを収録。2019年4月18日よりアーケード版も稼働。
ぷよぷよテトリス2（PlayStation 4、Nintendo Switch、Xbox One、PlayStation 5、Xbox Series X/S）
2020年12月10日にPS4、Switch、Xbox One、PS5、Xbox Series X/Sの5機種で同時発売。前述の『ぷよぷよテトリス』の直接的な続編。登場キャラクターはアップデートで随時追加され、40体と最多となっている。

#### 携帯電話・スマートフォンアプリ
初代をそのまま完全移植したものは#ナンバリング作品の節を、その他の作品の移植アプリは各作品の項目を参照。
ぷよぷよ（旧バージョン）（iアプリ、S!アプリ 50K、EZアプリ (Java) ・BREW）
とことんぷよぷよのみ。
2001年4月4日にリリースされた最初のバージョンは、コンパイルではなくセガから初めて独自に制作された『ぷよぷよ』となった。同年11月14日配信のS!アプリ版は、携帯電話アプリ版で初めて連鎖ボイスを搭載した。
とことんぷよぷよ（iアプリ）
上記の改訂版。グラフィックを『みんなでぷよぷよ』のものに変更。
とことんぷよぷよ（S!アプリ、EMOBILE、WILLCOM）
とことんぷよぷよのみ。
ひとりでぷよぷよ（S!アプリ 50K、EZアプリ (Java) ・BREW）
ひとりでぷよぷよのみ。グラフィックや漫才デモは初代『ぷよぷよ』がベース。EZアプリ (Java) にはグレードアップ版の「ひとりでぷよぷよ豪華版」が存在する。
S!アプリでは後に「ふたりで」「とことん」も統合した「ぷよぷよ（50K）」「ぷよぷよ豪華版（256K）」がリリースされている（#ナンバリング作品を参照）。
ひとりでぷよぷよ（iアプリ、S!アプリ 256K）
ひとりでぷよぷよのみ。上記とは異なり、グラフィックは『みんなでぷよぷよ』がベースで、新規の漫才デモになっている。
ふたりでぷよぷよ（iアプリ、S!アプリ 50K、EZアプリ (Java)）
ふたりでぷよぷよのみ。携帯電話を2人で持って対戦する。iアプリ版は2002年にグラフィックを『みんなでぷよぷよ』のものに変更した改訂版がリリースされ、横持ち版の「ふたりでぷよぷよ よこ」と縦持ち版の「ふたりでぷよぷよ たて」2バージョンがある。
ぷよぷよタスクモード（iアプリ）
タスクモード（とことんなぞぷよ）のみ。iアプリ版は2002年にグラフィックを『みんなでぷよぷよ』のものに変更した改訂版がリリース。
ぷよぷよDX（iアプリ）
初期はiアプリ版「とことん」「ひとりで」を1つのアプリにまとめたものとしてリリース。
2003年に改めて「ふたりで」「タスクモード」も追加して全4モードの豪華版として再リリースされた。グラフィックは『みんなでぷよぷよ』がベース。相手の連鎖の途中でも予告ぷよがあればおじゃまぷよが降ってくるという独自のルールが採用されている。
対戦ぷよぷよ（EZアプリ、S!アプリ）
ネットワーク対戦可能なふたりでぷよぷよ。
ぷよぷよパズルポップ（Apple Arcade）
2024年4月4日配信。

### 派生作品

#### パズルゲーム
なぞぷよ
あらかじめフィールドに設置されたぷよと指定されたぷよを使用して、設定された「○連鎖するべし」「ぷよ全て消すべし」などの条件を満たすことを目指す、詰め将棋のようなゲームであり、従来のぷよぷよとは若干異なる。また、フィールドから一切動かない壁などの障害物などが登場する作品もある。
「ミッションモード」「なぞなぞぷよぷよ」「タスクモード」などの名称でも呼ばれる。
元々は各種ぷよぷよシリーズの1モードとして収録されていたが、これが好評だったことによって単体での作品も幾つか発売された。
後に、「とことんぷよぷよ」の内容を融合させた「とことんなぞぷよ」も登場し、一部の作品に収録されている。
好評だったことにより独立した単体ソフトとしていくつか発売された他、『ディスクステーション』にも単体作品のなぞぷよが数作収録されていた。
ぷよぷよナラベ（Android）
2012年9月11日に配信開始されたパズルゲーム。『フィーバー2』のキャラクターをメインにしており、好きな場所や好きな色の「ぷよ」を直接さわって上下左右に動かし、同じ色の「ぷよ」を4つ以上並べて消していく。ゲーム中に入手できる「ぷよカード」を使用してプレイすることで様々な効果がある。後に配信された『ぷよぷよ!!クエスト』の原型の一つとなった。
ぷよぷよ!!クエスト
ぷよぷよ!!クエスト（iOS、Android、Windows）
スマートフォン向けアプリとして、2013年4月24日にiOS版（iPhone 4, 4S, 5, iPod touch）、2013年6月11日にAndroid版、2014年10月1日にAndroidのFire OS版がリリースされた。2018年3月1日にはDMM.comよりWindows PC版もリリース。基本料金無料・一部有料アイテムありのパズルRPG。これまでのシリーズとは異なり、積まれたぷよをなぞって消していくルール。キャラクターデザインは『20th』がベースだが、同作に限らず過去の『ぷよぷよ』『なぞぷよ』シリーズのキャラクター（旧コンパイル時代のシリーズも含む）や、本作独自のオリジナルキャラクターも多数登場している。スマートフォン版とPC版はほぼ同内容であり、同一IDでの相互データ連携が可能だった。
ぷよぷよ!!クエスト アーケード（アーケード）
2013年11月7日より稼動、2017年4月1日サービス終了。アーケード版でも「基本プレイ無料」のシステムを採用しており、これはアーケードゲームでは初めての試みとしていた。歴代キャラクターやオリジナルキャラクターが多数登場するのはスマートフォン版と同様だが、登場キャラクターやその能力などが異なる他、基本となるゲームシステムが全く異なり、積まれたぷよをなぞって入れ替える形式を採用していた。稼働中は、スマートフォン版との相互連動も行われていた。
ぷよぷよズラシ（iアプリ、S!アプリ、BREW）
ぷよぷよを左右にずらして消していく。画面デザインは『フィーバー』をベースにしている。ウィルコム端末版は2009年10月13日に配信された。
ぷよぷよ!!タッチ（iOS / Android）
iOS 8.0以上、Android 4.0以上にて2015年11月26日より配信を開始したぬりけしパズルゲーム 。キャラクターデザインは、『ぷよぷよ!!クエスト』と同様の絵柄。同作では、ぷよに触れてスライドして色を塗り替え、4つそろえて消していく仕組みとなっている。5つ以上消すと「やじるし」に変化し、「やじるし」の向いた先にあるほかのぷよを消すことができる。
2016年11月30日をもってサービス終了。なお、本作で初登場した猫の着ぐるみを着用したぷよぷよシリーズのキャラクターは、後に『ぷよぷよ!!クエスト』の方にも逆移植された。

#### パズルゲーム以外
ぷよぷよシリーズの源流であるコンピュータRPGについては『魔導物語』の項目も参照。この他、『ディスクステーション』にもぷよ関連ゲームがいくつか収録されていた。また、『ぷよぷよロックアプリ』などゲームではないアプリもいくつか存在する。
わくわくぷよぷよダンジョン（セガサターン）
魔導キャラを使ったローグライクゲーム。1998年4月2日発売。
既存のローグライクゲームはライフが尽きるとそれまでのプレイが0になってしまうことから、ディレクターの久保岡尚は「誰もが時間さえかければクリアできるように」というコンセプトで本作を制作した。
タイトルに「ぷよぷよ」と銘打ってはいるものの、アルルとルルーの衣装が『魔導物語はちゃめちゃ期末試験』、シェゾの衣装が『魔導物語A・R・S』のものを採用するなど、その内容はむしろ『魔導物語』に近い。
本来は1997年の年末商戦への投入が計画されていたタイトルだったが、制作難航により発売延期を余儀なくされ、これは当時財務面が急速に悪化していたコンパイルを和議申請に追い込む一因となった（詳しくは後述）
わくぷよダンジョン決定盤（PlayStation）
上記SS版のリメイク作品。1999年3月18日発売。SS版からシステムの改修がなされ、新規のオープニングムービー、アイテム、罠、モンスター、ダンジョン、モンスターハウス、ダンジョン内に出現する商人などが追加されており、一部のイベントも変更・追加がなされている。
ぷよぷよ外伝 ぷよウォーズ（ゲームボーイカラー）
シミュレーションRPG。1999年8月27日発売。『魔導物語』の舞台のパラレルワールドにあたる、ぷよと人間が暮らす惑星「ガイアース」を舞台にしており、世界観や登場キャラクターは従来のぷよシリーズと大幅に異なる。バトルユニットはぷよとロボットを組み合わせた「テクター」となっており、様々な合体パターンが存在する。
ぷよぷよDA! -featuring ELLENA System- （ドリームキャスト、アーケード）
魔導キャラを使った音楽ゲーム。1999年12月16日にドリームキャストで発売され、同月26日にアーケード版が稼動。詳細は個別記事を参照。
アルルの冒険 まほうのジュエル（ゲームボーイカラー）
アルルを主人公としたカードバトル風2DRPG。2000年3月31日発売。
たいぷdaぷよぷよ（Windows 95 & Macintosh ハイブリッド）
ぷよぷよとタイピングソフトが融合したゲーム。2001年5月25日発売。開発・発売元はバイオックス、販売元はメディアカイト。セガの許諾の下、バイオックスが開発した作品であり、コンパイルは製作に携わっていない。グラフィックなどは『ぷよぷよSUN』がベースである。画面中央には一人分のプレイフィールドが表示されており、通常のぷよぷよのルール通り操作して消すとその場でタイピング問題が出題される。制限時間内にタイプ入力を成功させると相手にダメージを与えることができ、相手の体力ゲージを無くすとクリアとなる。また、相手のおじゃまゲージが溜まった場合にもタイプ問題が出題され、入力に成功すればおじゃまぷよを防御することができる。
ぷよぷよソリティア（iアプリ、S!アプリ、BREW、Android）
『フィーバー』のキャラクターを使ったソリティア。通常のソリティアのルールに加え、トランプに紛れてぷよも登場し、ぷよを4つ繋げると消えるモードや、画面上のぷよの全消しがクリア条件となるが収録されている。
2008年5月12日にiアプリ版、11月4日にS!アプリ版、11月27日にBREW版が配信開始。2011年6月2日よりAndroid版が配信開始。
ぷよぷよフィーバーリズム（Android）
音楽ゲーム。『フィーバー』以降のキャラクターと音楽をメインにしており、『ぷよぷよ』シリーズの曲に合わせて、流れてくるノートを左端のポイントに合わせて、タップ、ロングタップ、フリックなどで操作する。判定は画面のどこを触っても認識される。コンボをつなげると「フィーバーモード」となり、それに応じて得点が2倍・3倍にアップする。上手なプレイをすると連動して画面下にぷよが降ってくる演出となっており、自動で大連鎖を組んでいく。
初期配信パックは時間で回復するライフ消費形式ですべての曲の難易度「甘口」が無料でプレイでき、『★ぷよぷよ！セガ』の会員であれば「中辛」「辛口」が開放される。
2014年9月24日に配信開始され、翌月以降も有料追加楽曲パックが複数配信されていた。
2015年12月28日11時をもってアプリのダウンロード配信が終了し、2016年1月28日11時をもって楽曲のダウンロードも終了した。

#### 開発中止
ぷよころがし（スーパー32X、セガサターン）
1995年にスーパー32X用に開発されていたが、開発中止され、後にSS用に開発が移行し開発していたとされている、ぷよぷよのレースゲーム。プレイヤーのキャラクターは運動会の玉転がしのように、巨大な玉状のボールとなったぷよスライムを転がしながら、ゴール目指して競う内容のゲームだったとされる。

### 他作品のミニゲーム
ジョイキャリー みんなでぷよぷよ とこぷよ限定版（ゲームボーイアドバンス）
概要は上記「コンシューマーゲーム」の節を参照。本作は以下のタイトルにおいても、条件を満たすとゲームボーイアドバンス連動でダウンロード可能なセガゲーム各種のひとつとして登場している。
ファンタシースターオンライン エピソード1&2（ニンテンドーゲームキューブ）
2002年9月12日発売のネットワーク対応RPG。オンラインクエスト「ガロンズショップ」「パイオニア倉庫」にて獲得可能。
ジャイアントエッグ 〜ビリー・ハッチャーの大冒険〜（ニンテンドーゲームキューブ）
2003年10月9日発売の3Dアクションゲーム。ブリザードキャッスルのミッション3で獲得できる「ジョイキャリーのタマゴ」の1本として獲得可能。
2004年11月18日には「お買い得版」として廉価版も発売された。
ファンタシースターオンライン エピソード1&2 Plus（ニンテンドーゲームキューブ）
2003年11月27日発売。上記『エピソード1&2』のマイナーチェンジ版。オフラインクエスト「黄色いフェイク」にて獲得可能。
龍が如く6 命の詩。 / Yakuza 6: The Song of Life（PlayStation 4、Xbox One、Windows）
2016年12月8日発売のアクションアドベンチャーゲーム。ゲーム内ミニゲームとして『ぷよぷよ』が収録されている。タイトルは『ぷよぷよ』ではあるが、グラフィックやボイスは『ぷよぷよテトリス』をベースに、ルールは『ぷよぷよ通』のものを採用しており、COM相手の勝ち抜きモードと対戦モードをプレイできる独自の仕様となっている。登場キャラクターはりんご、まぐろ、アミティ、シグ、すけとうだら、クルーク、ルルー、アルル&カーバンクル、りすくませんぱい、ウィッチの10体。
2021年3月25日発売のXbox One/PC版にもそのまま収録されており、英語表示にも対応している。
JUDGE EYES:死神の遺言（PlayStation 4）
2018年12月13日発売のアクションアドベンチャーゲーム。ゲーム内ミニゲームとして上記『龍が如く6』と同仕様の『ぷよぷよ』を収録。
2021年発売の『JUDGE EYES：死神の遺言 Remastered』では『バーチャファイター2』と入れ替わりに未収録となっている。

### キャラクター差し替え作品
以下のソフトは、本来の『魔導物語』や『ぷよぷよ』シリーズのキャラクターではなく、別のキャラクターに置き換えて発売された『ぷよぷよ』である。同様の形式で日本国外にて発売された作品については#日本国外の作品の節を参照。
ストレスレスレッスン れすれす（PlayStation）
コンパイルから許諾を得て、マックスファイブが制作し1997年6月27日に発売されたゲーム。基本的な内容はぷよぷよだが、キャラクターが異なり、恋愛ゲームのようなストーリーとなっている。また対戦における勝利条件として「規定のクリアポイントを満たす」といった要素が追加されている他、じゃま玉(ぷよぷよにおけるおじゃまぷよに相当)を除去可能なアイテムであるストレス解消矢といった本作独自の要素も複数存在する。
機動劇団はろ一座 ハロのぷよぷよ（ゲームボーイアドバンス）
バンダイより2005年7月21日に発売の『機動戦士ガンダム』のパロディ作品『機動劇団はろ一座』の登場人物が登場するぷよぷよ。ぷよの代わりにハロが降ってくる。ゲームシステムは『ぷよぷよ通』のルールを採用、画面レイアウトは『みんなでぷよぷよ』に近い。連鎖時にキャラクターが叫ぶセリフをプレイヤーが選択して編集できるほか、使用できるセリフのコレクション要素もあり。
初音ミク Project mirai 2（ニンテンドー3DS）
セガより2013年11月28日発売の音楽ゲーム。モードのひとつとして収録されているミニゲーム「ぷよぷよ39!」にて、ねんどろいどデザインのVOCALOIDキャラクターが登場する。ルールは『ぷよぷよ通』に準じている。ミニゲーム扱いであるが、キャラクター別の連鎖ボイスおよびカットインの演出なども存在しており、ソフトが2本あれば通信対戦も可能。
「ぷよぷよ39!」は、2015年5月28日発売のマイナーチェンジ版『初音ミク Project mirai でらっくす』（ニンテンドー3DS）にも再録された。
ソニックマニア（PlayStation 4、Xbox One、Nintendo Switch、Windows）
セガゲームスより2017年8月16日発売のアクションゲーム。ケミカルプラントゾーンのACT2のボス戦が『ぷよぷよ』形式となっている他、条件を満たすと単体でミニゲームの「MEAN BEAN」モードとして対CPU戦、対人戦共に遊ぶことができる。いずれも後述する『ドクターエッグマンのミーンビーンマシーン』をモチーフにしており、BGMには「FINAL OF PUYO PUYO」の新規アレンジが使用されている。
なお、2017年6月22日にはコンパイル丸が、『ぷよぷよ』の原型となった開発途中のMSX版『どーみのす』のデータを元に『どみのん』として完成させ、プロジェクトEGGで500本限定販売が行われ、当時の開発風景を記したドキュメントも同梱されている。こちらは本作スタッフと多少の関連性があるが、基本的には別の作品である。また、1995年にテクモより発売された『でろーんでろでろ』（アーケード、PlayStation、セガサターン）は、本作『ぷよぷよ』と酷似したゲームルールを持つ作品であるが、本作との直接的な関係は一切無い。

### 日本国外の作品
日本国外では『魔導物語』のキャラクターではない、別キャラクターに差し替えられて発売されるケースがある。
Puyo Puyo（アーケード）
初代『ぷよぷよ』のヨーロッパ版。魔導キャラのままセリフとボイスだけが英訳されたが、ほとんどのキャラクターの名前が変更され、宗教上の配慮からハーピー（Dark Elf）の翼がなくなった。また、ストーリーの内容も変更された。
本作で変更された名前は後の作品ではほぼ反映されていないが、唯一サタンの「Dark Prince」のみ宗教上の配慮から後の作品の英語版でも継続して使用されている。
ドクターエッグマンのミーンビーンマシーン（Dr. Robotnik's Mean Bean Machine）（GENESIS、ゲームギア、マスターシステム）
販売はセガ。メガドライブ版およびゲームギア版初代『ぷよぷよ』の欧米ローカライズ版だが、敵キャラクターがDr.エッグマンをはじめとした「ソニックシリーズ」のキャラクターに差し替えられ、ストーリーやBGM、ボイスなども変更された。ただし、主人公はソニックではなく、エッグマンの手でロボットに改造されたビーン（ぷよ）という設定のハズビーンになっている。また、パスワードでコンティニューができるシステムが搭載された。
日本国内でも『セガアーカイブス フロム USA Vol.2』、『ソニック メガコレクション』『同 プラス』、『メガドライブ プレイTV』などの収録ソフトの一つとして何度か登場している。
Kirby's Avalanche / Kirby's Ghost Trap（SNES）
販売は任天堂。スーパーファミコン版『す〜ぱ〜ぷよぷよ』のアレンジ版で、BGM、キャラクター、背景は「星のカービィシリーズ」の世界観に合うよう差し替えられ、画面中央ではカーバンクルではなくカービィが踊るが、ぷよだけはそのまま登場する。キャラクターグラフィックやBGMは『星のカービィ 夢の泉の物語』と『カービィボウル』から引用されており、新規のストーリーデモも付属する。アメリカ版は "Kirby's Avalanche" 、ヨーロッパ版は "Kirby's Ghost Trap"とタイトルが異なるが、いずれも内容は同一である。上記の『ミーンビーンマシーン』と異なり、本作は日本国内では一度も発売されていない。
元々は日本の『す〜ぱ〜ぷよぷよ』をそのまま翻訳して発売される予定だったが、コンパイルの開発スタッフが任天堂から直接頼まれたため、急遽カービィシリーズのキャラクターへ差し替えて製作が行われることになった。
2007年には欧米でWiiのバーチャルコンソール対応ソフトとして配信されたが日本では配信されなかった。2022年には日本国外のSuper Nintendo Entertainment System Nintendo Switch Online収録タイトルの1つとなったが、日本国内向けのスーパーファミコン Nintendo Switch Onlineには収録されていない。
Qwirks（Windows 3.1、Macintosh）
販売はスペクトラムホロバイト、開発はBig Bang Software。『テトリス』の開発者アレクセイ・パジトノフが監修を務め、タイトル画面にも彼の顔写真が登場する。初代『ぷよぷよ』のルールをベースにしているが、キャラクターやBGMなどは独自の世界観のものに差し替えられた。このゲームだけの独自要素として、消すと色々な効果が現れるクリスタルぷよ（Crystal Qwirk）が出現する。なぞぷよにあたる「Puzzle mode」も収録された。
日本国内でもスペクトラムホロバイトジャパンより、1995年12月にWindows 3.1版が和訳の簡易説明書付きで英語版のまま発売された。価格は7,800円（税別）。また、Windows版発売の翌年に、同内容のMacintosh版も日本でリリースされた。
Puyo Pop
"Puyo Pop" のタイトルで発売された国外向け作品が複数存在する。これらは基本的に、元になった日本語版と内容や登場キャラクターは同じまま、メッセージやボイスなどが翻訳されている。
Puyo Pop（ネオジオポケットカラー）
日本国外版『ぷよぷよ通』。
Puyo Pop（ゲームボーイアドバンス）
日本国外版『みんなでぷよぷよ』。
Puyo Pop（N-Gage）
日本国外版『ぷよぷよ』（初代）。ただし、キャラクターの配色、ストーリーやBGMが大幅に改変されている。
Puyo Pop FEVER（PlayStation 2他、複数機種）
日本国外版『ぷよぷよフィーバー』。
SEGA Columns Deluxe（iOS）
日本国外版『ぷよぷよ〜ん&コラムス』。『コラムス』とセットで「Puyo Pop」として同時収録されているが、キャラクター要素は省かれている。2015年配信終了。
Puyo Puyo Tetris（PS4、Switch、Steam）
日本国外版『ぷよぷよテトリス』および『- S』。ストーリー付きのタイトルが英訳されるのは『ぷよぷよフィーバー』以来となり、本作以降はタイトル表記が "Puyo Puyo" に統一された。一部のキャラクター名の英語表記が過去作から変更されている。
Steam版は日本でもリリースされたが、インターフェイスは英語のままとなっている（ボイスのみ日本語へ切替可能）。
Puyo Puyo Champions（PS4、Switch、Steam）
日本国外版『ぷよぷよeスポーツ』。Steam版は日本版と共通仕様で、言語切替に対応している。
Puyo Puyo Tetris 2（PS4/PS5、Switch、Xbox One/Xbox Series X/S、Steam）
日本国外版『ぷよぷよテトリス2』。日本版と共通仕様で、言語切替に対応している。
Puyo Puyo Puzzle Pop（Apple Arcade）
日本国外版『ぷよぷよパズルポップ』。日本版と共通仕様で、言語切替に対応している。
なお、1995年にAmiga Gamesより発売された『Super Foul Egg』（Amiga）、同年にディズニー・インタラクティブより発売された『Timon & Pumbaa's Bug Drop』（Windows 95、Macintosh）は、それぞれ本作『ぷよぷよ』と酷似したゲームルールを持つ作品であるが、本作との直接的な関係はない。

## 関連商品
ぷよぷよ通、ぷよぷよSUNなど、個別の記事ページがある作品は該当記事の関連商品を参照。

### 書籍

#### 攻略本
セガサターン わくわくぷよぷよダンジョン 公式攻略本
1998年5月1日にエクシード・プレスより発売。
わくぷよダンジョン決定盤パーフェクトガイド（The PlayStation BOOKS）
1999年3月1日にアミューズメント書籍編集部より発売。
ぷよぷよ外伝 ぷよウォーズ パーフェクトガイド
1999年9月1日にアミューズメント書籍編集部より発売。

#### 漫画
わくわくぷよぷよダンジョン（Gファンタジーコミックス）
エニックス『月刊Gファンタジー』誌上に1998年10月号から2001年8月号まで連載されていた『わくわくぷよぷよダンジョン』のコミカライズ。作者は魔神ぐり子。エニックスお家騒動に伴う作者の移籍によりストーリー途中のままで連載が突如終了し、内容は未完のままとなっている。単行本は連載終了時までを収録し、全3巻。
- 第1巻 - 1999年11月発売、ISBN 4-7575-0135-8
- 第2巻 - 2000年10月発売、ISBN 4-7575-0331-8
- 第3巻 - 2003年3月発売、ISBN 4-7575-0888-3

#### 小説
ぷよぷよ外伝 ぷよウォーズ（ファミ通文庫）
1999年9月13日にアスペクトより発売（ISBN 4-7572-0507-4）。著者は織田健司、挿画は工藤大樹&はしもとくにお。

上記の他、『魔導物語』の小説化作品にも『ぷよぷよ』シリーズの要素が一部取り入れられている。

#### その他
ぷよぷよ 25周年アニバーサリーブック
2016年3月24日にKADOKAWAより出版。著者はアスキー・メディアワークス、編集は電撃攻略本編集部（ISBN 978-4-04-865364-0）。
書籍タイトルに周年とあるが、内容の大半はぷよぷよクエストに関するもの。

### CD・カセットテープ
わくぷよダンジョン決定盤 オリジナル・サウンドトラック
1999年2月24日発売。発売元はテイチク。PlayStation版『わくぷよダンジョン決定盤』のオリジナルサウンドトラック。

### 画集・アニメ
DSアニメ総集編'98
1998年5月発売。VHS。『Disc Station』に収録された短編アニメをまとめたもの。『魔導物語』『ぷよぷよ』シリーズのほか、『ジャンプヒーロー』『幻世』シリーズのアニメも収録。
COMPILE GALLERY 123 〜ぷよぷよ─そして魔導物語へ〜
1998年7月10日発売。Windows 95対応CD-ROM。デジタル画集＋サウンドトラック。

### パズルゲーム型の作品
ぷよぷよ（ゲーム電卓）
1995年発売。4×4のフィールドで3色のぷよを消していく。連鎖ボイスは「ファイヤー」のみ。ぷよが3匹くっつくだけで消えるという特徴がある。
ぷよりん（キーチェーンゲーム）
モノクロ液晶画面を使用した携帯型キーチェーンゲーム。1997年7月25日発売。とことんぷよぷよ形式で、モードはN/Tの二種類と、それぞれに落下速度の異なるサブモードが存在する。出現するぷよは白「〇」、黒小「●」、枠囲み黒「(●)」の3種類。窒息（詰まり）の判定が本作独自のもので、いずれかの列の天井にぷよがくっつくとゲームオーバーになる。当時流行していた携帯型ゲーム『テトリン』にネーミングや形態が酷似している。
カラーぷよりん（キーチェーンゲーム）
上記『ぷよりん』の後継機として発売されたカラー版だが、オレンジぷよが着地するまで明滅を繰り返すためモノクロ版と比較して非常に見にくい。
さわって!ぷよぷよ（プラスe）
2002年4月リリース。ファミリーレストラン・ガストなど、飲食店に設置されたタッチパネルを用いたアミューズメント端末「プラスe」内に収録された作品。画面上のボタンを押しぷよを操作する。1Pと2Pが交互に操作することにより対戦もできる。プラスeは2005年9月30日にサービスを終了した。
ぷよぷよ（LCDゲーム）
EL-SPIRITSの【レトロシリーズ】として2006年7月22日に発売。発売元は有限会社ハンドヘルド、販売元はエポック社。かちぬきモードととことんモードの2つを搭載。後者は通常のとことんぷよぷよだが、前者はそれに加えおじゃまぷよも降ってくるモードで、規定得点を得ると1人抜き、全10人抜きすればクリアとなる。

### 玩具
バランスゲームす〜ぱ〜ぷよぷよ（玩具）
ツマミを回して磁石の強度をランダムに変えた後、交互にトレイの上にぷよを載せていくゲーム。経年劣化で永久磁石が弱り、難易度が上がる側面もある。
ボードゲームぷよぷよマスターズ（玩具）
ランダムにボックスからぷよぷよを取り出して置いていく対戦ゲーム。本体付属のルーレットでおじゃまぷよの数を決めるため、連鎖数とおじゃまぷよの数はあまり関係ない。
キャラカセットぷよぷよ（玩具）
タカラ社製の玩具『キャラルシール』専用ソフト。『ぷよぷよ』と銘打たれているが、『通』や『SUN』の敵キャラクターなども印刷できる。電子ゲームとしては「ぷよらーチェック」という相性診断占いが内蔵されている。

### その他の商品
SEGA CHALLENGE! ぷよぷよプログラミング
『ぷよぷよ』のソースコードをもとにしたプログラミング学習教材。利用には、WebサービスMonaca Educationの無料会員登録が必要となる。
2020年に「第17回 日本e-Learning 大賞」において、日本電子出版協会会長賞を受賞した。
また、同作のサンプルコードを用いた作品の例としては、青森県観光企画課が公開した「ぷよりんご」がある。同作では、ぷよの代わりに青森県産のリンゴが登場する。

## 関連作品

### 舞台
ぷよぷよ オンステージ
2015年5月2日から6日まで、赤坂ACTシアターにて公演。レイネット制作。
DVD版が2015年9月24日発売。本編DVDに加え、キャストコメントやステージ全景映像などが収録された特典DVDとの2枚組。

### プライズ系作品その他
ぷよぷよスロット（メダルゲーム）
1994年リリース。上下にローテーションする5列のぷよのうち、中央3列をボタンで止め、画面が固定された後ぷよが消滅する。左右2列は最初から固定。得点に応じて配当がある。BGMや効果音は『す〜ぱ〜ぷよぷよ』から流用されているが、前者については原曲より短くループする。
ぱちぷよ（メダルゲーム）
1995年5月リリース。ハンドルをひねるとぷよが打ち出され、一定量のぷよが出ると打ち止めになり、ぷよが消滅する。得点に応じて配当がある。
す〜ぱ〜ぷよぷよびんご（プライズ）
1996年リリース。1つしかないボタンを3回押すだけの攻略要素のないゲーム。景品はキャンディで、最大の役で6つ出てくる。飴の種類が10種類のうえ、規則正しい順番で出てくるためコレクション要素もほぼないと言ってよい。

## トピックス

### ぷよの日
コンパイルは1999年頃から毎月24日を「ぷよの日」として「ぷよの日饅頭」（ぷよまんの餡を変り種にする）を販売するイベントを行なっていた。
IPがセガに移ってからは、セガは2004年を「ぷよの年」と位置づけ、また2004年2月4日及びそれ以降の毎月24日を「ぷよの日」とすることにし、2004年1月1日には日本記念日協会より毎年2月4日が「ぷよの日」として認定された。

### ぷよぷよ地獄
かつて、初代ぷよぷよリリース以降しばらくの間、特にアーケード施設で何度も対戦が絶えることなく延々と繰り広げられる状況が「ぷよぷよ地獄」と俗称されていた。発祥については良く分かっていない。『ぷよぷよSUN』以降は「ぷよぷよ対戦」「ぷよぷよ勝負(ぷよ勝負)」などと呼ばれるようになっていったが、『ぷよぷよフィーバー』において、劇中でこそないものの「はらはらコース」のテーマ曲である「たのしいぷよぷよ地獄」の曲名で復活を果たし、『ぷよぷよ!』ではサタンが漫才デモにおいて「ぷよぷよ地獄(ぷよ地獄)」という言葉を頻繁に使用するようになった（ただし、サタンは作中では「ぷよ地獄」を「ぷよ勝負」の意味ではなく、ぷよ地獄なる場所が別にあるかのようなニュアンスで使用している）。

### 色覚との関係
同じ色の「ぷよ」を並べて消すというルールの都合上、色覚異常のあるプレイヤーがプレイしにくいという課題はシリーズ初期から存在していた。Game Watchの中村聖司はその当時における色覚異常者の苦難について「その症状によって黄ぷよと緑ぷよ[中略]、あるいはすべてのぷよが色で判別が付かず、色覚異常者は表示が滲むブラウン管に向き合い、目をこらしながら微妙な形の違いでぷよを判別するという“別ゲー”をプレイする必要に迫られていた。[後略]」と解説している。
Nintendo Switch用ソフト『SEGA AGES ぷよぷよ通』では、このようなユーザーでも遊べるようにするため、セガ社内の事者の監修の元、ぷよの色を変更できるモードや、背景の明度のみを下げる機能、そしてぷよごとに形状を設定する機能が新たに用意された。この対応について、SEGA AGESのシニアプロデューサーである奥成洋輔は、Switchのパレット数が多いからこそ実現できたとGame Watchとのインタビューの中で述べている。
2018年に発売された『ぷよぷよeスポーツ』では、色だけでなく形状でも区別できるよう、ぷよの形状を16種類の中から選べる機能が用意された。また、発売後のアップデートにて画面やぷよの色調を調整する「色ちょうせい」機能や、色覚特性に合わせた4種類（3色覚、1型2色覚、2型2色覚、3型2色覚）のフィルター機能が追加された。これらの機能は色覚異常者の当事者団体であるCUDOの監修のもとで調整が行われており、導入後は当事者たちから多くの声がCUDOに寄せられた。また、2021年に開かれたオンラインイベント「色覚多様性に対応したぷよぷよ体験会」の参加者からも、この機能によって『ぷよぷよ』やeスポーツに対する興味を持ったというコメントが寄せられた。さらに、「色ちょうせい」機能は『ぷよぷよテトリス2』にも発売後のアップデートにて導入された。